# Оракчиев
Оракчиев е българско родово име, произхождащо от турската дума orakçı (оракчъ), от където в българския навлиза думата оракчия или жетвар, оракчия е и човек нает за подневна работа за помощ при жътва и прибиране на реколтата.

## Личности с такова родово име
- Георги Оракчиев – български културно-просветен деец